# Ли Фуянь
Ли Фуя́нь (кит. 李復言; 775 — 833) — китайский писатель эпохи Тан.
Автор нескольких сборников новелл, основанных на фольклорном материале и следующих традиции сборников, посвящённых чудесным и неожиданным происшествиям, заложенной Ню Сэнжу. Наибольшую известность получила новелла «Ду Цзычунь» (известна также под названием «Гуляка и волшебник»), отличающаяся тонкой литературной обработкой и переработанная позднее в одноимённый рассказ Акутагавой Рюноскэ.